# Lough Arrow
Lough Arrow est un lac (lough en vieil irlandais) situé dans le Comté de Sligo en Irlande.

## Histoire
Selon la légende, la seconde bataille de Mag Tuired (Cath Maighe Tuireadh), aussi appelée Cath Tánaiste Maige Tuired ("La seconde bataille de la plaine des piliers"), a eu lieu près de ce lac.